# Guilherme Santos
Guilherme Oliveira Santos est un footballeur brésilien né le 5 février 1988 à Jequié, qui évolue au poste de latéral gauche pour le Jubilo Iwata en prêt de  AA Ponte Preta.